# Anoglypta launcestonensis
Anoglypta launcestonensis là danh pháp hai phần của một loài ốc sên hô hấp trên cạn, là động vật thân mềm chân bụng có phổi sống trên cạn thuộc họ Caryodidae.

## Phân bố
Đây là loài đặc hữu của Úc.